# Скрипчинская, Элеонора Павловна
Элеонора Павловна Скрипчинская (англ. Елеонора Павлівна Скрипчинська; 29 сентября (11 октября) 1899, Дубно — 9 декабря 1992) — украинский хоровой дирижер и педагог, жена Григория Верёвки. Заслуженный деятель искусств УССР (1957).

## Биография
Родилась 29 сентября (11 октября) 1899 года в городе Дубне (теперь районный центр Ровенской области). Музыкальное образование получила у Болеслава Яворского и Владимира Пухальского.
В 1919-1923 годах преподавала в Народной консерватории в Киеве, в 1923-1934 годах — в Киевском музыкально-драматическом институте имени Н. В. Лысенко, в Киевской государственной музыкальной профшколе имени Н. Леонтовича и в Киевском музыкальном техникуме, с 1934 года — снова в консерватории (с 1965 года — профессор).
С 1920 года — дирижёр любительских и профессиональных хоров, в 1944—1966 годах — Украинского народного хора имени Г. Г. Веревки (в 1964—1966 годах — его художественный руководитель и главный дирижёр).
Жила в Киеве. Умерла 9 декабря 1992 года. Похоронена в Киеве на Байковом кладбище (участок № 7; рядом с мужем).

## Награды и звания
- Заслуженный деятель искусств УССР (1957)
- орден Трудового Красного Знамени (24.11.1960)
- орден «Знак Почёта» (30.06.1951)[1]
- медали